# 김승태 (프로게이머)
김승태(1997년 6월 18일 ~)는 대한민국 전직 카트라이더 프로게이머이다.

## 선수 시절
2011년, 넥슨 카트라이더 14차리그에 출전하면서 프로 커리어를 시작했다.
넥슨 카트라이더 17차리그에서 준우승을 달성하며, 첫 입상을 기록했다.
배틀 로얄 시즌을 앞두고 쏠라이트 인디고에 입단했다.
에볼루션 시즌을 앞두고 팀 106에 입단했다. 시즌 중 팀전 첫 우승을 달성했다. 이후 팀에서 퇴단했다.
버닝 타임 시즌을 앞두고 유베이스 알스타즈에 입단했다. 시즌 중 팀전 두 번째 우승을 달성했다. 이후 팀에서 퇴단했다.
듀얼 레이스 시즌을 앞두고 원 레이싱에 입단했다. 이후 팀에서 퇴단했다.
듀얼 레이스 2 시즌을 앞두고 제닉스 스톰에 입단했다. 시즌 중 개인전 첫 번째 우승을 달성했다. 이후 팀에서 퇴단했다.
2019-1 시즌을 앞두고 SAVIORS에 입단했다. 팀전 우승, 개인전 11위를 달성했다. 2019-2 시즌을 앞두고 SAVIORS 선수 전원이 샌드박스 게이밍에 입단했다. 팀전 우승을 달성했다.
2020-1 시즌 팀전 4위, 개인전 14위를 기록했다. 2020-2 시즌 팀전 3위를 달성했다.
2021-1 시즌 팀전 우승, 개인전 8위를 달성했다. 2021-2 시즌 팀전 우승, 개인전 11위를 달성했다. 2021 수퍼컵 시즌 팀전 준우승, 개인전 13위를 달성했다.
2022-1 시즌 팀전 3위, 개인전 12위를 달성했다. 또한, 시즌 중 통산 500라운드 승리 기록을 달성했다. 2022-2 시즌 팀전 우승을 달성했다. 2022-S 시즌 팀전 우승을 달성했다. 이후 팀에서 퇴단했다.
2023년 1월 6일, 전 소속팀 리브 샌드박스 SNS를 통해 군 입대로 인한 은퇴 소식을 전했다.

## 소속팀
| # | 팀명              | 소속 기간               | 소속 리그 | 비고 |
| - | ----------------- | ----------------------- | --------- | ---- |
| 1 | 쏠라이트 인디고   | 2014                    | KRL       |      |
| 2 | 팀 106            | 2015                    | KRL       |      |
| 3 | 유베이스 알스타즈 | 2015 ~ 2016             | KRL       |      |
| 4 | 원 레이싱         | 2016                    | KRL       |      |
| 5 | 제닉스 스톰       | 2017                    | KRL       |      |
| 6 | 펜타 제닉스       | 2018                    | KRL       |      |
| 7 | ROX 게이밍        | 2018                    | KRL       |      |
| 8 | SAVIORS           | 2019                    | KRL       |      |
| 9 | 샌드박스 게이밍   | 2019.07.08 ~ 2023.01.06 | KRL       |      |

## 수상 내역
공식 대회 우승 9회, 준우승 6회

### 2012~2020년
- 넥슨 카트라이더 17차리그 준우승
- 넥슨 카트라이더 리그 에볼루션 우승
- 넥슨 카트라이더 리그 버닝 타임 우승
- 넥슨 카트라이더 리그 듀얼 레이스 개인전 준우승
- 넥슨 카트라이더 리그 듀얼 레이스 팀전 준우승
- 넥슨 카트라이더 리그 듀얼 레이스 시즌 2 개인전 우승
- 넥슨 카트라이더 리그 듀얼 레이스 시즌 2 팀전 준우승
- 넥슨 카트라이더 리그 듀얼 레이스 시즌 3 팀전 준우승
- 넥슨 카트라이더 리그 2019 시즌 1 팀전 우승
- 2019 KT 5G 멀티뷰 카트라이더 리그 시즌 2 팀전 우승
- 2020 SKT 5GX JUMP 카트라이더 리그 시즌 2 팀전 3위

### 2021~2022년
- 2021 신한은행 헤이영 카트라이더 리그 시즌 1 팀전 우승
- 2021 신한은행 헤이영 카트라이더 리그 시즌 2 팀전 우승
- 2021 신한은행 헤이영 카트라이더 리그 수퍼컵 팀전 준우승
- 2022 신한은행 헤이영 카트라이더 리그 시즌 1 팀전 3위
- 2022 신한은행 헤이영 카트라이더 리그 시즌 2 팀전 우승
- 2022 신한은행 쏠 카트라이더 리그 수퍼컵 팀전 우승